# Cis contendens
Cis contendens is een kever uit de familie houtzwamkevers (Ciidae). De wetenschappelijke naam van de soort werd in 1858 gepubliceerd door Francis Walker.